# Beautiran
 Beautiran  là một xã thuộc tỉnh Gironde trong vùng Aquitaine khu vực tây nam nước Pháp. Xã này nằm ở khu vực có độ cao trung bình 8 mét trên mực nước biển